# Kotgyal, Aurad
Kotgyal là một làng thuộc tehsil Aurad, huyện Bidar, bang Karnataka, Ấn Độ.